# George Evelyn Hutchinson
George Evelyn Hutchinson (Cambridge, Inglaterra, 30 de janeiro de 1903 — Londres, 17 de maio de 1991) foi um ecólogo anglo-americano considerado o "pai da ecologia moderna".
Em 1942 Hutchinson foi responsável pela publicação póstuma do artigo seminal de Raymond Lindeman na revista Ecology, o primeiro que usa o conceito de ecossistema e demonstra o fluxo da energia ao longo das teias tróficas de organismos produtores e consumidores.

## Publicações
Além de diversos artigos científicos, Hutchinson escreveu
- The Clear Mirror (1936)  (em inglês)
- The Itinerant Ivory Tower (1953)  (em inglês)
- A Preliminary List of the Writings of Rebecca West, 1912–51 (1957)  (em inglês)
- A Treatise on Limnology (1957, 1967, 1975, 1993)  (em inglês)

Vol I Geography, Physics and Chemistry (1957)  (em inglês)
Vol II Introduction to Lake Biology and the Limnoplankton (1967)  (em inglês)
Vol III Limnological Botany (1975)  (em inglês)
Vol IV The Zoobenthos (1993)  (em inglês)
- The Enchanted Voyage (1962) (em inglês)
- The Ecological Theater and the Evolutionary Play (1965) (em inglês)
- An Introduction to Population Ecology (1978)  (em inglês)
- The Kindly Fruits of the Earth: Recollections of an Embryo Ecologist (Yale University Press, 1979)  (em inglês)

## Publicações sobre Hutchinson
- Myrdene Anderson. 2000. Sharing G. Evelyn Hutchinson's fabricational noise. Sign Systems Studies 28: 388–396. (em inglês)
- Nancy G. Slack. 2003 "Are research schools necessary? Contrasting models of 20th century research at Yale led by Ross Granville Harrison, Grace E. Pickford and G. Evelyn Hutchinson.", J Hist Biol., v.36, n.3, pp.501–529. (em inglês)
- Lawrence B. Slobodkin e Nancy G. Slack.  1999 "George Evelyn Hutchinson: 20th Century Ecologist", Endeavour, v.23, n.1. (em inglês)